# Cracktro
Ett cracktro (engelska, av crack intro, av crack ”crack” och intro ”intro”) är ett litet datorprogram som infogas i eller bifogas ett crackat program som ett slags signatur för crackaren. Cracktrot har till uppgift dels att visa vem som skrivit cracket och hur man får kontakt med den, dels att demonstrera crackarens övriga programmeringskunskaper.
Cracktron var vanliga på 1980-talet då kopieringsskyddade program började bli vanliga. Dock var det först på 1990-talet som termen cracktro blev vanlig. Under 1980-talet kallades de oftast för intron.